# Сквер имени М. Томаса
Сквер имени М. Томаса — городской сквер в историческом центре Одессы, у пересечения Итальянского бульвара с Гимназической улицей.

## История
Назван в честь командира Красной гвардии в Одессе — Михаила Томаса.
В 2013 году городская администрация пообещала провести благоустройство сквера. Была устроена детская площадка.

## Достопримечательности

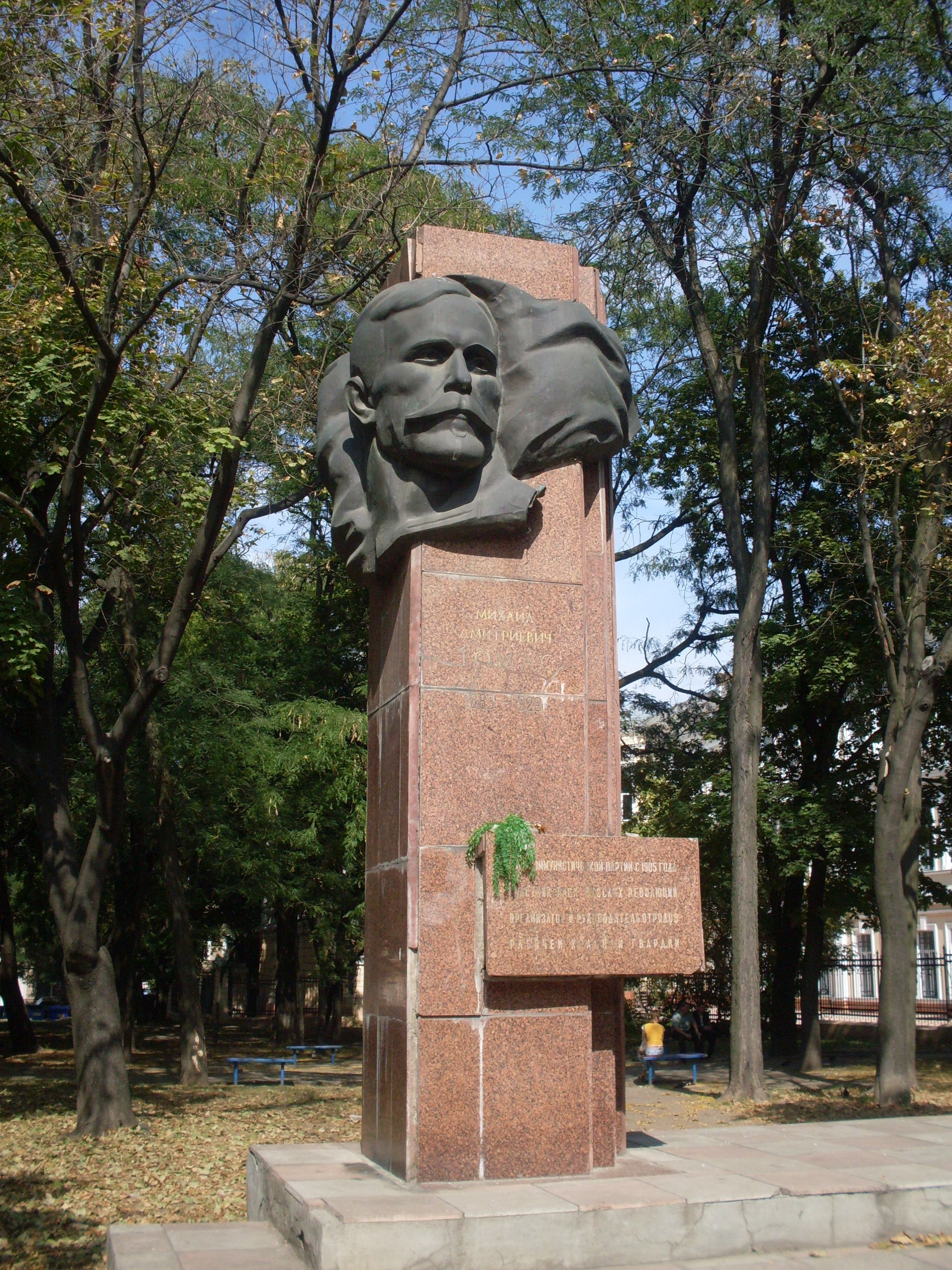
памятник Томасу (демонтирован)

Памятник Томасу. Установлен в 1982 году.
Скульптор М. И. Нарузецкий, архитектор И. М. Безчастнов. Снесён в августе 2016 года в рамках закона о декоммунизации по решению историко-топонимической комиссии Одесской мэрии от 4 декабря 2015 года.